# エリカ・ハロルド

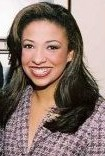
エリカ・ハロルド

エリカ・ハロルド（Erika Harold 、1980年 - ）は、2003年度の元ミス・アメリカ。

## 人物
イリノイ州出身でギリシャ、ドイツ、ウェールズ、ネイティブアメリカン、アフリカン・アメリカン、ロシアの血を引く国際的なバックグラウンドを持つ。ハーバード大学法科大学院卒。
熱心な純潔運動家としても知られ、純潔運動団体シルバー・リング・シングの会合に出席し、積極支援している。